# Nothing but the Beat
A Nothing but the Beat David Guetta francia lemezlovas ötödik stúdióalbuma. Az album 2011. augusztus 26-án jelent meg (először Németországban). Az album dupla CD-s, és olyan előadókkal készültek dalok, mint Lil Wayne, Usher, Jennifer Hudson, Jessie J és Sia Furler. Továbbá olyan előadók lesznek a korongon, akik már korábban is dolgoztak a DJ-vel, mint például Akon és will.i.am. Viszont ez Guetta első albuma, melyen Chris Willis nem kapott helyet. Az albumot 2012. szeptember 7-én Nothing but the Beat 2.0 néven újra kiadták, amely hat új számot tartalmaz. Első kislemeze, a Siával közös She Wolf (Falling to Pieces) lett 2012. augusztus 21-én, ezt követte a Just One Last Time 2012. november 15-én, majd a Play Hard 2013. március 15-én.

## Kislemezek
- A Where Them Girls At lett az első kislemez az albumról, melyen Flo Rida és Nicki Minaj is közreműködött. A szám 2011. május 2-án lett kiadva.
- Az album második kislemeze a Little Bad Girl lett, mely 2011. június 27-én jelent meg.
- A harmadik kislemez a Without You, mely Usher-el közösen készült, és a hozzá tartozó videóklipet 2011. júliusában forgatták.[1][2] A dal szeptember 27-én debütált az amerikai rádiókban.[3][4]

### Promóciós kislemezek
- Három promóciós kislemez érkezett a koronghoz. Az első a Titanium,[5] melyet augusztus 8-án adtak ki.
- A második a Lunar, mely 15-én jelent meg, és egy Afrojack-kel közös mű.
- Harmadikként a Jennifer Hudson-nal közös Night of Your Life érkezett.

## Az album dalai
| 1.  | Where Them Girls At (közreműködik Flo Rida és Nicki Minaj)              | Michael Caren, Jared Cotter, Tramar Dillard, David Guetta, Onika Maraj, Juan Silinas, Oscar Silinas, Giorgio Tuinfort, Sandy Wilhelm                                       | David Guetta, Sandy Vee                            | 3:30 |
| 2.  | Little Bad Girl (közreműködik Taio Cruz és Ludacris)                    | Christopher Bridges, Taio Cruz, David Guetta, Frédéric Riesterer, Giorgio Tuinfort                                                                                         | David Guetta, Giorgio Tuinfort, Frédéric Riesterer | 3:11 |
| 3.  | Turn Me On (közreműködik Nicki Minaj)                                   | Ester Dean, David Guetta, Giorgio Tuinfort | David Guetta, Giorgio Tuinfort                     | 3:19 |
| 4.  | Sweat (közreműködik Snoop Dogg)                                         | Calvin Broadus, David Singer-Vine, Niles Hollowell-Dhar, David Guetta, Giorgio Tuinfort, Frédéric Riesterer, Derek Jenkins, Cheri Williams, Dwayne Richardson, Cassio Ware | David Guetta, Giorgio Tuinfort, Frédéric Riesterer | 3:16 |
| 5.  | Without You (közreműködik Usher)                                        | Usher Raymond, Taio Cruz, Rico Love, David Guetta, Giorgio Tuinfort, Frédéric Riesterer                                                                                    | David Guetta, Giorgio Tuinfort, Frédéric Riesterer | 3:28 |
| 6.  | Nothing Really Matters (közreműködik Will.i.am)                         | William Adams, David Guetta, Giorgio Tuinfort, Frédéric Riesterer, Pierre-Luc Rioux                                                                                        | David Guetta, Giorgio Tuinfort, Frédéric Riesterer | 3:39 |
| 7.  | I Can Only Imagine (közreműködik Christpher Maurice Brown és Lil Wayne) | Christopher Maurice Brown, Dwayne Carter, Jacob Luttrell, Nasri Atweh, David Guetta, Giorgio Tuinfort, Frédéric Riesterer                                                  | David Guetta, Frédéric Riesterer                   | 3:29 |
| 8.  | Crank It Up (közreműködik Akon)                                         | Aliaune Thiam, David Guetta, Giorgio Tuinfort, Frédéric Riesterer | David Guetta, Giorgio Tuinfort, Frédéric Riesterer | 3:12 |
| 9.  | I Just Wanna F. (közreműködik Afrojack, Timbaland & Dev)                | Luttrell, Amy Kaup, Jessica Sarangay, Singer-Vine, Hollowell-Dhar, David Guetta, Afrojack                                                                                  | David Guetta, Afrojack                             | 3:23 |
| 10. | Night of Your Life (közreműködik Jennifer Hudson)                       | Crystal Johnson, Anthony Preston, David Guetta, Giorgio Tuinfort | David Guetta, Giorgio Tuinfort                     | 3:41 |
| 11. | Repeat (közreműködik Jessica Cornish)                                   | Jessica Cornish, The Invisible Men, Ali Tennant, David Guetta, Frédéric Riesterer, Giorgio Tuinfort                                                                        | David Guetta, Giorgio Tuinfort, Frédéric Riesterer | 3:26 |
| 12. | Titanium (közreműködik Sia)                                             | Sia Furler, David Guetta, Giorgio Tuinfort | David Guetta, Giorgio Tuinfort, Afrojack           | 4:05 |

| 1.  | The Alphabeat                                                               | David Guetta, Giorgio Tuinfort                                         | David Guetta, Giorgio Tuinfort                     | 4:29 |
| 2.  | Lunar (közreműködik Afrojack)                                               | David Guetta, Giorgio Tuinfort                                         | David Guetta, Giorgio Tuinfort Afrojack            | 5:16 |
| 3.  | Sunshine (közreműködik Avicii)                                              | David Guetta, Giorgio Tuinfort, Tim Bergling                           | David Guetta, Giorgio Tuinfort, Avicii             | 6:00 |
| 4.  | Little Bad Girl (közreműködik Taio Cruz és Ludacris - instrmentális verzió) | Taio Cruz, Bridges, David Guetta, Giorgio Tuinfort, Frédéric Riesterer | David Guetta, Giorgio Tuinfort, Frédéric Riesterer | 4:02 |
| 5.  | Metro Music                                                                 | David Guetta, Giorgio Tuinfort                                         | David Guetta, Giorgio Tuinfort                     | 4:13 |
| 6.  | Toy Story                                                                   | David Guetta, Giorgio Tuinfort                                         | David Guetta, Giorgio Tuinfort                     | 3:45 |
| 7.  | The Future (közreműködik Afrojack)                                          | David Guetta, Giorgio Tuinfort                                         | David Guetta, Afrojack                             | 4:16 |
| 8.  | Dreams                                                                      | David Guetta, Giorgio Tuinfort, Frédéric Riesterer                     | David Guetta, Giorgio Tuinfort, Frédéric Riesterer | 4:49 |
| 9.  | Paris                                                                       | David Guetta, Frédéric Riesterer                                       | David Guetta, Frédéric Riesterer                   | 4:40 |
| 10. | Glasgow                                                                     | David Guetta, Giorgio Tuinfort                                         | David Guetta, Giorgio Tuinfort                     | 5:13 |

## Megjelenési dátumok
| Ország             | Dátum               | Formátum | Kiadó               |
| ------------------ | ------------------- | -------- | ------------------- |
| Németország        | 2011. augusztus 26. | CD       | Virgin Records, EMI |
| Egyesült Királyság | 2011. augusztus 28. | CD       | Virgin Records, EMI |
| Dánia              | 2011. augusztus 29. | CD       | Virgin Records, EMI |
| Kanada             | 2011. augusztus 29. | CD       | Virgin Records, EMI |
| Franciaország      | 2011. augusztus 29. | CD       | Virgin Records, EMI |
| Olaszország        | 2011. augusztus 30. | CD       | Virgin Records, EMI |
| Egyesült Államok   | 2011. augusztus 30. | CD       | Astralwerks         |
| Brazília           | 2011. augusztus 31. | CD       | Virgin Records, EMI |

## Fordítás
Ez a szócikk részben vagy egészben  a   Nothing but the Beat című angol Wikipédia-szócikk fordításán alapul.  Az eredeti cikk szerkesztőit annak laptörténete sorolja fel. Ez a jelzés csupán a megfogalmazás eredetét és a szerzői jogokat jelzi, nem szolgál a cikkben szereplő információk forrásmegjelöléseként.